# Метлика
Метлика (словен. Metlika) је град и управно средиште истоимене општине Метлика, која припада Југоисточнословеначкој регији у Републици Словенији.

## Природни услови
Метлика је град на југоистоку Словеније. Средиште је покрајине Бела крајина. 

## Историја
Статус града Метлика је добила 1365. године због турских напада. Само насеља са статусом града могла су да граде обрамбене зидине и образују се као тврђаве. Први турски напад на Метлику је био 1408. године Следећих 170 година град је био пљачкан и спаљиван 17 пута од стране Турака.
Град је у својој историји имао и тешкоће са кугом. Током 16. века је за време протестантизма доживео и културни процват. Крајем 17. века Метлику је задесио јак земљотрес, а 1705. године град је потпуно спаљен. 
Велики значај Метлика добија за време Наполеонових Илирских провинција. 

## Становништво
По последњем попису из 2002. године насеље Метлика имало је 3.225 становника, махом Словенаца.

## Срби и Метлика
Метлика и Бела крајина имају и улогу у историји Срба. У 16. веку у Белу крајину се населило доста Срба из некаданашње Српске Крајине. Још данас се у Бели крајини налазе Срби, а често су презимена значајно српска само да уместо „Ћ“ сада користе „Ч“. 
Белокрањски Срби представљају аутохтоно становништво Словеније, па је Србија за њих затражила статус мањине у Словенији.